# Les Chemins du cœur
Pour les articles homonymes, voir Northern Lights.
Pour plus de détails, voir Fiche technique et Distribution.
Les Chemins du cœur (Northern Lights) est un téléfilm dramatique américain réalisé par Linda Yellen en 1997.
Il s'agit du dernier film de la collection des Disney Channel Premiere Films avant qu'elle soit rebaptisée Disney Channel Original Movies. Bien que certaines sources l'annoncent comme le premier Disney Channel Original Movie, il a été confirmé par la chaîne lors de la sortie du centième téléfilm de la collection qu'il n'en faisait pas partie.

## Synopsis
Un étrange coup de téléphone informe Roberta (Diane Keaton) que son frère Frank (Tom Cavanagh), qu'elle avait perdu de vue, est mort dans une petite ville dans des circonstances anormales. Le jour de l'enterrement, Roberta et Ben (Maury Chaykin) découvrent une ville totalement déroutante, digne de La Quatrième Dimension selon eux. Mais les deux personnages vont aussi découvrir que Frank avait un enfant caché : chacun essaie donc de s'en débarrasser puisqu'ils en ont la responsabilité à présent. Une situation particulièrement cocasse…

## Fiche techniques
- Titre original : Northern Lights
- Titre francophone : Les Chemins du cœur
- Réalisation : Linda Yellen
- Scénario : John Hoffman et Kevin Kane
- Production : Warren Carr, Diane Keaton (productrice déléguée), Robert Lantos (producteur délégué), Laura Pozmantier (productrice déléguée), Bill Robinson (producteur délégué), Meg Ryan (productrice déléguée) et Nina R. Sadowsky (productrice déléguée)
- Société de distribution : Alliance Communications Corporation, Blue Relief Productions et Disney Channel
- Compositeur : Patrick Seymour
- Photographie : Joseph Yacoe
- Montage : Jan Northrop
- Décors : Lesley Beale
- Direction artistique : Randy Chodak
- Costumes : Tish Monaghan
- Durée : 111 minutes
- Pays d'origine :  États-Unis
- Langue originale : anglais
- Formats : Couleur
- Genre : Drame
- Dates de diffusion :  États-Unis : 23 août 1997

## Distribution
- Diane Keaton (VF : Béatrice Delfe) : Roberta Blumstein
- Maury Chaykin : Ben Rubadue
- Joseph Cross : Jack
- Kathleen York : Daphne
- John Hoffman : Joe Scarlotti
- Crystal Verge : Aggie
- John R. Taylor : Arthur
- Sheila Patterson : Arlene
- Frank C. Turner : Willard
- Tom Cavanagh : Frank
- Peter Wilds : Ratman
- Chilton Crane : Margaret
- Sheila Moore : Louise
- Alexander Pollock	: Bobby Foley
- David Roemmele (VF : Brigitte Lecordier) : Bobby Foley enfant
- Leam Blackwood : Emmet
- Zahf Paroo : Le jeune manager
- David-Paul Grove : Buck
- Phillip Hazel : Le capitaine de bateaux marchands